# Персийска пустинна яребица
Персийската пустинна яребица (Ammoperdix griseogularis) е вид птица от семейство Phasianidae.

## Разпространение и местообитание
Разпространен е в Азербайджан, Афганистан, Индия, Ирак, Иран, Казахстан, Пакистан, Сирия, Таджикистан, Туркменистан, Турция и Узбекистан.